# 實夠威
實夠威（Zarkava，2005年3月31日出生）是愛爾蘭出生以及在法國訓練的競賽馬匹。競賽生涯保持七戰全勝，當中包括了歐洲最重要平地賽事之一凱旋門大賽。

## 競賽生涯
實夠威交由阿加汗練馬師羅迪普訓練，在2007年9月9日勝出雌馬處女馬賽後，直接挑戰凱旋門大賽賽馬日兩歲雌馬賽事馬素爾大賽，在賽事去到末段，實夠威一度被困，當牠找到空位的時候，實夠威立即加速，於終點前超越前領馬，以個馬位之差勝出賽事。2008年4月復出後，角逐三級賽庫洛錦標大勝而回，之後參與法國一千堅尼，在賽事中造出1分35秒2的佳績，打破了賽事紀錄，擊敗了金剛威等馬。然後在法國橡樹大賽，以後上的方法超越了其他馬匹。
接著休息一段時間在紅寶錦標復出，於賽事中落後甚遠下，在直路狂追多利美，於100米超越對手，在黏地做出2分26秒的時間，平了此賽事的紀錄。接著挑戰凱旋門大賽，對手包括了勝出英皇錦標的果醬大王以及岳伯仁另一匹實力馬幸運奇兵等，即使面對一群雄馬，在直路中仍然殺出，於末段超越了前領馬，結果以兩個馬位之差擊敗了躍升勝出賽事，成為15年來首匹勝出凱旋門大賽的雌馬以及26年來首匹勝出此賽事的三歲雌馬。賽事雖然曾一度考慮繼續現役，但決定於10月13日正式宣佈退役。
實夠威在之後的國際賽馬聯盟公佈的國際評分當中，評分高達127分，是雌馬類別評分最高的一匹。此在11月舉行的卡地亞大獎中，奪得歐洲馬王以及歐洲最佳三歲雌馬兩個獎項。

## 退役後
2008年10月13日宣佈退役，於愛爾蘭進行交配。2009年牠的首胎是同樣是凱旋門大賽冠軍帶來吉利，2010年誕下一頭雌馬。接著第二年與海都之星交配，誕下了一頭雄駒，成為了當時配種界的話題。
實夠威誕下的馬匹當中，最出色的應是曾勝出2017年聖格盧大賽（一級賽）的實穩金（Zarak）。

## 詳細賽績
| 日期      | 馬場   | 距離   | 級別 | 賽事名稱     | 負重           | 騎師   | 名次/出馬 | 時間   | 距離  | 冠軍（亞軍）        |
| --------- | ------ | ------ | ---- | ------------ | -------------- | ------ | --------- | ------ | ----- | ------------------- |
| 9/9/2007  | 隆尚   | 草1600 |      | 兩歲處女馬賽 | 57公斤（下同） | 蘇銘倫 | 1/9       | 1:42.6 | 2     | （Trully Belle）    |
| 7/10/2007 | 隆尚   | 草1600 | G1   | 馬素爾大賽   | 56             | 蘇銘倫 | 1/10      | 1:37.0 | 2-1/2 | （Conference Call） |
| 13/4/2008 | 隆尚   | 草1600 | G3   | 庫洛特錦標   | 57             | 蘇銘倫 | 1/7       | 1:44.7 | 2-1/2 | （Conference Call） |
| 11/5/2008 | 隆尚   | 草1600 | G1   | 法國一千堅尼 | 57             | 蘇銘倫 | 1/14      | 1:35.2 | 2     | （金剛威）          |
| 8/6/2008  | 尚蒂伊 | 草2100 | G1   | 法國橡樹大賽 | 57             | 蘇銘倫 | 1/10      | 2:07.1 | 3     | （Gagnoa）          |
| 14/9/2008 | 隆尚   | 草2400 | G1   | 紅寶錦標     | 54.5           | 蘇銘倫 | 1/12      | 2:26.0 | 2     | （多利美）          |
| 5/10/2008 | 隆尚   | 草2400 | G1   | 凱旋門大賽   | 54.5           | 蘇銘倫 | 1/16      | 2:28.8 | 2     | （躍升）            |

## 血統背景
父系Zamindar是1994年出生的馬匹，於法國出賽，曾勝出兩歲馬三級賽。雖然與一級賽無緣，但亦在莫尼大賽跑第二而回。由於全兄Zafonic配種取得成功，因而進行配種工作。所誕下的子嗣當中除了實夠威外，還有勝出法國一千堅尼以及隆尚磨坊大賽的大將領最為知名。Zarkasha出自Kakyashi，未曾出賽，於阿加汗旗下牧場進行配種，實夠威是此駒的第二胎，半弟Zarkandar在英國轉戰跳欄賽事後，取得兩場一級賽勝利。

## 外部連結
- 血統表 （页面存档备份，存于）